# 克氏马先蒿
克氏马先蒿（学名：Pedicularis clarkei）为列当科马先蒿属的植物。分布在喜马拉雅、不丹、尼泊尔以及中国大陆的西藏等地，生长于海拔3,800米至4,200米的地区，多生长于灌木林中，目前尚未由人工引种栽培。